# Nowi Chan
Nowi Chan ist ein Endlager für radioaktiven Abfall in Bulgarien.
Im Endlager Nowi Chan werden seit 1964 schwachradioaktive Abfälle aus Industrie, Medizin und Forschung in etwa 6 m Tiefe eingelagert. Es befindet sich rund 35 km südöstlich von Sofia.
Die Abfälle werden vermutlich unbehandelt eingelagert. Das Endlager setzt sich aus mehreren Teilbereichen zusammen, in denen Festabfälle, biologisches Material und verbrauchte Gammaquellen räumlich getrennt eingelagert werden.